# Кавказский офицерский полк
Кавказский пехотный полк — пехотная часть Вооруженных Сил Юга России.

## История
В начале июля 1918 года сформирован военным губернатором полковником П. В. Глазенапом из офицерских дружин самообороны в Ставрополе как Ставропольский офицерский полк, впоследствии был переименован в Кавказский офицерский. В конце июля 1918 года участвовал в обороне Ставрополя. В апреле 1919 года участвовал в боевых действиях против грузин в районе Адлера. По состоянию на 5 октября 1919 насчитывал 717 штыков при 16 пулемётах. К началу ноября 1919 года передан в Группу войск особого назначения (начальник генерал-майор Генштаба А. П. Ревишин), действовавшую против махновцев. Затем причислен к III армейскому корпусу генерала Я. А. Слащова, в составе которого отступил в Крым. В январе 1920 года, получив пополнение из Сводного стрелкового полка, был переформирован в Кавказский стрелковый полк. В апреле 1920 года расформирован, в июне 1920 года восстановлен на основе батальона, ранее переданного в состав 3-го Марковского полка. 21 июня (4 июля) 1920 года включён в состав 1-й бригады 6-й пехотной дивизии I армейского корпуса. К 4 (17) сентября 1920 года дивизия была передана в III армейский корпус 2-й армии.

## Командиры
- xx.xx.xxxx-15.12.1918 — генерал-майор Бурневич, Матвей Яковлевич
- 10.01.1919-xx.10.1919 — генерал-майор Ушак, Иван Иванович
- xx.10.1919-xx.xx.xxxx — полковник Бородаевский, Пётр Александрович
- xx.11.1919-xx.xx.xxxx — полковник Кирилов, Вячеслав Евгеньевич